# 七瀬萌
七瀬 萌（ななせ もえ、1998年11月30日 - ）は、日本のAV女優。テスター所属

## 略歴・人物
東京都東村山市出身。中学、高校時代は野球部のマネージャーを務めていた。2017年にデビューしたAV女優。
趣味は買い物。

## 出演作品

### アダルトDVD
2017年
- エスカレートするドしろーと娘 292（8月4日、プレステージ）
- 完全初撮り素人（8月11日、S級素人）※「Mちゃん」名義
- 有名コスプレイヤー撮影開始でまさかの即ズボっ！ 媚薬飲まされ種付け寝取りでアヘ顔ピース（9月1日、NON）
- 過保護で僕の女関係にヤキモチばかり焼いている母に大好きなオナニーをしていたら「コレ、何？どういうこと?」と詰め寄られ欲求不満が爆発、チ●ポを丸呑みフェラから笑顔で挿入で、玉がカラになるほど腰を振られてしまった件（9月1日、NON）他出演:古川祥子、一条綺美香、九条さやか、宮藤尚美、三苫うみ
- 酔って眠る短パンの隙間からチ○ポを捻じ込まれ抵抗するもハメながらクリをいじられる刺激でイキ乱れる姉（9月7日、ナチュラルハイ）他出演:紗藤まゆ、玉木くるみ
- 寝取らせ検証 『綺麗な裸を残しておきたい』メモリアルヌード撮影で共演した夫よりも若いモデルの他人棒を見て愛液を垂らした妻はその後、SEXしてしまうのか? VOL.3（9月7日、コスモス映像）※「なな」名義　他出演:かなえ
- 【VIP専用コンテンツ】 流出しても大丈夫とか言っておバカな女子だけど、名器だから男が寄ってくるロリビッチ!!（9月8日、MERCURY）他出演:白井ゆずか ほか
- 『神・展・開!!』 2 偶然見かけた「目が奪われる瞬間」に、その後があるとしたら…。（9月22日、MAGIC）他出演:花崎りこ、新村あかり
- クールでクラス1と評判の美少女は、初めての大人SEXに戸惑いながらも、夢中でヤリまくる…。（9月25日、オーロラプロジェクト・アネックス）
- ねぇアナタ、私ね、酷いコトされないとイケないカラダになりました。（10月6日、光夜蝶）
- ナンパTV×PRESTIGE PREMIUM 12（10月27日、プレステージ）他出演:佐々波綾、諸星エミリー、森川アンナ、清城ゆき、室生リリー、白石りん、河南実里
- 等身大の天使 しなやかで瑞々しい美人の素のセックス（12月13日、S-Cute）他出演:桜木エリナ、輝月あんり、香苗レノン、君色花音
- 一般女性のプライベートSEX 部屋INからの隠し撮りドキュメント Vol.2（12月13日、KOREHIKO）
- 『ねぇ、逃げないでよ…』 家庭教師の先生と女子●生の教え子があまりにも可愛くて親がいない時に自宅中を追いかけ回して何度も何度も中出ししちゃいました!でも最後はなぜか、もう逃げませんでした…。（12月19日、アパッチ）他出演:北川ゆず、夏乃ひまわり、北川りこ、三原ほのか、清本玲奈 ほか
- 終わらない乳首責め淫語とピストン騎乗位ハーレム中出し（12月22日、TMA）共演:栄川乃亜、佐々波綾、星咲伶美、一ノ瀬もも

2018年
- 引き締まった美体があまりに敏感な美少女のSEX事情（1月13日、S-Cute）他出演:ななせ麻衣、四ツ葉うらら、音ノ木さくら、関根奈美、君色花音